# Amity (Oregon)
Pour les articles homonymes, voir Amity.
Amity est une municipalité américaine située dans le comté de Yamhill en Oregon.
Lors du recensement de 2010, sa population est de 1 614 habitants. La municipalité s'étend sur 0,61 milles carrés (1,58 km2).
La localité est fondée en 1848 par les frères Ahio S. et Joseph Watt. Elle doit son nom, qui signifie « bonne entente », à la résolution amiable d'un conflit à propos de l'école locale. Amity devient une municipalité le 19 octobre 1880.